# أبان بن عبد الله البجلي
أبان بن عبد الله بن أبي حازم بن صخر بن العيلة البجلي، من رواة الحديث وهو ثقة.

## روايته للحديث النبوي
- روى عن: عطاء، وأبي بكر بن حفص وإبراهيم بن جرير وعثمان بن أبي حازم البجلي.

- روى عنه: الثوري ووكيع وأبو أحمد الزبيري والفريابي وأبو نعيم.

## أقوال العلماء فيه
- قال أبو أحمد بن عدي الجرجاني: عزيز الحديث، عزيز الروايات، لم أجد له حديثا منكر المتن فأذكره، وأرجو أنه لا بأس به.
- قال أبو حاتم الرازي: صدوق صالح الحديث.
- قال أبو حاتم بن حبان البستي: كان ممن فحش خطؤه وانفرد بالمناكير.
- قال أبو حفص عمر بن شاهين: صالح الحديث.
- قال أحمد بن حنبل: صدوق صالح الحديث، ومرة: ثقة.
- قال أحمد بن شعيب النسائي: ليس بالقوي.
- قال أحمد بن صالح الجيلي: ثقة.
- قال ابن حجر العسقلاني: صدوق في حفظه لين، حسن الحديث.
- قال الدارقطني: ضعيف.
- قال الذهبي: صدوق صالح الحديث.
- قال محمد بن إسماعيل البخاري: صدوق الحديث.
- قال محمد بن إسماعيل بن خلفون الأزدي: ثقه.
- قال محمد بن عبد الله بن نمير: ثقة.
- قال يحيى بن سعيد القطان: لم يحدث عنه بشيء قط.
- قال يحيى بن معين: ثقة.[2]